# Hinton (Iowa)
Hinton ist eine Kleinstadt (mit dem Status „City“) im Plymouth County im US-amerikanischen Bundesstaat Iowa. Das U.S. Census Bureau hat bei der Volkszählung 2020 eine Einwohnerzahl von 935 ermittelt.
Hinton ist Teil der Sioux City metropolitan area, die sich auch über die Staatsgrenzen nach Nebraska und South Dakota erstreckt.

## Geografie
Hinton liegt im Nordwesten Iowas am Floyd River, der über den Missouri zum Stromgebiet des Mississippi gehört.
Die Schnittpunkte der Bundesstaaten Iowa, South Dakota und Minnesota sowie der Staaten Iowa, South Dakota und Nebraska liegen 119 km nordnordwestlich sowie 26 km südwestlich von Hinton.
Die geografischen Koordinaten von Hinton sind 42° 37′ 40″ nördlicher Breite und 96° 17′ 30″ westlicher Länge. Die Stadt erstreckt sich über eine Fläche von 1,79 km² und ist die größte Ortschaft innerhalb der Hungerford Township.
Nachbarorte von Hinton sind Merrill (11,3 km nordnordöstlich), Neptune (15,3 km ostnordöstlich), Lawton (25,2 km südsüdöstlich), Sioux City (17,9 km südsüdwestlich), North Sioux City in South Dakota (26,7 km südwestlich), Jefferson in South Dakota (27,5 km westlich) und Adaville (22,4 km nordwestlich).
Die nächstgelegenen größeren Städte sind die Twin Cities in Minnesota (Minneapolis und Saint Paul) (418 km nordöstlich), Rochester in Minnesota (420 km ostnordöstlich), Cedar Rapids (434 km ostsüdöstlich), Iowas Hauptstadt Des Moines (339 km südöstlich), Kansas City in Missouri (467 km südsüdöstlich), Nebraskas größte Stadt Omaha (180 km südlich) und South Dakotas größte Stadt Sioux Falls (146 km nordnordwestlich).

## Verkehr
Der entlang des Floyd River verlaufende U.S. Highway 75 führt von Nordnordost nach Südsüdwest durch das Stadtgebiet von Hinton. Alle weiteren Straßen sind untergeordnete Landstraßen, teils unbefestigte Fahrwege sowie innerörtliche Verbindungsstraßen.
Parallel zum US 75 und des Floyd River verläuft eine Eisenbahnstrecke der Union Pacific Railroad durch Hinton, die für den Frachtverkehr genutzt wird.
Mit dem Le Mars Municipal Airport befindet sich 20 km nordnordöstlich ein kleiner Flugplatz für die Allgemeine Luftfahrt. Der nächste Verkehrsflughafen ist der Sioux Gateway Airport in Sioux City (30 km südsüdwestlich).

## Bevölkerung
Nach der Volkszählung im Jahr 2010 lebten in Hinton 928 Menschen in 363 Haushalten. Die Bevölkerungsdichte betrug 518,4 Einwohner pro Quadratkilometer. In den 363 Haushalten lebten statistisch je 2,56 Personen.
Ethnisch betrachtet bestand die Bevölkerung zu 98,8 Prozent Weißen. Unabhängig von der ethnischen Zugehörigkeit waren 0,6 Prozent der Bevölkerung spanischer oder lateinamerikanischer Abstammung.
26,4 Prozent der Bevölkerung waren unter 18 Jahre alt, 59,6 Prozent waren zwischen 18 und 64 und 14 Prozent waren 65 Jahre oder älter. 48,5 Prozent der Bevölkerung waren weiblich.
Das mittlere jährliche Einkommen eines Haushalts lag im Jahr 2015 bei 64.091 USD. Das Pro-Kopf-Einkommen betrug 30.719 USD. 6,4 Prozent der Einwohner lebten unterhalb der Armutsgrenze.